# Tai Chi 0
Tai Chi 0 (chino: 太极1从零开始) es una película en 3-D china del género acción y arte marcial dirigido y escrito por Stephen Fung, que es protagonizada por Yuan Xiaochao, Feng Shaofeng, Eddie Peng, Angelababy, Shu Qi, Daniel Wu, Feng Shaofeng y Tony Leung Ka-Fai. Esta es la primera película que se produce por Stephen Fung y la nueva compañía de producción Daniel Wu,  Diversion Pictures. Esta película también marca el debut actoral de Yuan Xiaochao, quien interpreta el papel principal. Esta película se rodó de espaldas, con su secuela, Tai Chi Hero, con un presupuesto compartido.